# Nigel Calder
Nigel David McKail Ritchie-Calder (* 2. Dezember 1931 in London; † 25. Juni 2014 in Crawley) war ein britischer Wissenschaftsjournalist. Er bestritt zentrale Erkenntnisse der Klimaforschung zur menschengemachten globalen Erwärmung.

## Leben
Zwischen 1956 und 1966 schrieb Calder für das Magazin New Scientist, dessen Herausgeber er von 1962 bis 1966 war. Von da an arbeitete er als unabhängiger Publizist und Drehbuchautor. Er konzipierte dreizehn größere Dokumentationen und populärwissenschaftliche Serien, die von BBC und Channel 4 gesendet wurden, sowie dazugehörige Bücher. Diese machten ihn international bekannt. Fast alle seine Bücher wurden auch ins Deutsche übersetzt und erfuhren oftmals mehrere Auflagen. Besonders bekannt wurden die Titel Einsteins Universum (Einstein’s Universe, 1979), Atomares Schlachtfeld Europa. Report über die Wahrscheinlichkeit eines Atomkrieges in den 80er Jahren (Nuclear Nightmares, 1979) und Das Geheimnis der Kometen. Wahn und Wirklichkeit (The Comet is Coming!, 1980).
Für seine Fernseharbeiten erhielt er 1972 den Kalinga Prize for the Popularization of Science. 2004 war sein Buch Magic Universe auf der Shortlist des  Aventis Prizes for Science Books.
Nigel Calder war der Sohn von Lord Peter Ritchie-Calder und ein Bruder des Historikers Angus Calder (1942–2008). Er wurde der Vater des Reiseschriftstellers Simon Calder (* 1955) sowie der weiteren Kinder Sarah und Penny, Jo und Kate. Seine Frau Liz ist eine Literaturagentin und war früher Beraterin der Londoner Handelskammer für Sprachschulungen.

## Position zur Globalen Erwärmung
Nigel Calder bestritt die menschengemachte globale Erwärmung und vertrat schon sehr früh verschiedene Alternativ-Hypothesen zum Klimawandel. Die Politikwissenschaftlerin Heike Walk nannte ihn als Beispiel für einen „sogenannten Klimaskeptiker“, der die Öffentlichkeit in Klimafragen verwirre und verwies hierbei auf sein 1997 erschienenes Buch The Manic Sun, in dem er die Meinung vertrat, dass für die Erderwärmung alleine die Sonne verantwortlich sei; eine These die wissenschaftlich nicht haltbar ist.
Bereits 1974 veröffentlichte Calder Die Wettermaschine. Droht eine neue Eiszeit? (The Weather Machine), das seinerzeit sehr populär und einflussreich war. Als dann die politische Debatte um die globale Erwärmung aufkam, schrieb der das Buch Die launische Sonne: Widerlegt Klimatheorien (The Manic Sun – Weather Theories Confounded), in dem er einen stärkeren Einfluss von Sonne und atmosphärischer Höhenstrahlung auf das Klima behauptete. Zusammen mit dem dänischen Physiker und Klimaforscher Henrik Svensmark verfasste er zudem das Buch Sterne steuern unser Klima. Eine neue Theorie zur Erderwärmung (The Chilling Stars, 2007).
In einer Studie zu den Narrativen von Klimaleugnern wurden unter anderem auch eine Reihe von Aussagen Calders untersucht. Demnach behauptete Calder z. B., dass in den 1970er Jahren eine globale Abkühlung vorhergesagt worden wäre, dass Kohlenstoffdioxid kein Schadstoff sei und dass die „CO2-Theorie“ absurd sei. Kohlendioxid sei ein Symbol für die Industrialisierung, daher würden viele Außenseitergruppen die globale Erwärmung unterstützen. Des Weiteren behauptete er, dass globale Erwärmung wie eine Religion sei, bei der alle mit abweichender Meinung als Häretiker bezeichnet würden. Die globale Erwärmung sei vielmehr eine „verrückte Idee“, die von einer merkwürdigen Allianz von Margaret Thatcher und Linken vorangetrieben worden sei. Zudem argumentierte er, wenn ein Wissenschaftler „Globale Erwärmung“ auf einen Forschungsantrag schriebe, würde er automatisch bewilligt.
In einem Interview sagte Calder unter anderem:
„Die Regierungen versuchen Einstimmigkeit zu erreichen, indem sie jeden Wissenschaftler kurz halten, der widerspricht. Einstein hätte unter dem gegenwärtigen System keine Gelder bekommen.“
Nigel Calder trat auch in der Dokumentation The Great Global Warming Swindle auf. Dort sagte er unter anderem, dass Margaret Thatcher zur Popularisierung der CO2-freien Atomkraft der Royal Society eine drastische Aufstockung ihres Budgets gewährt hätte, um die These von der Klimaerwärmung durch CO2 wissenschaftlich zu untermauern. Er berichtete, dass ihm als Wissenschaftsjournalisten die erste Pressekonferenz der Royal Society, auf der die These von der Globalen Erwärmung durch Treibhausgase verkündet wurde, sehr seltsam vorgekommen sei. Nur wenige Tage zuvor hätte eine andere Konferenz stattgefunden, die noch den Einfluss der Sonne auf das Klima diskutierte, während nun plötzlich mit großer Gewissheit eine völlig andere These präsentiert wurde. Auch die Art der Präsentation sei sehr autoritativ gewesen und habe sich deutlich von anderen Pressekonferenzen der Royal Society zu Wissenschaftsthemen unterschieden. So waren beispielsweise keine Fragen zugelassen.

## Schriften
- 1957 Electricity Grows Up – Autor, für Phoenix
- 1957 Robots – Autor, für Phoenix (dt. Roboter, Bielefeld 1963)
- 1958 Radio Astronomy – Autor, für Phoenix
- 1965 The World in 1984 – Herausgeber, für Penguin etc.
- 1967 The Environment Game – Autor, für Secker, Holt etc. (dt. Vor uns das Paradies? Entwurf eines gelobten Landes, München, Wien und Basel 1968)
- 1968 Unless Peace Comes – Herausgeber, für Allen Lane, Viking etc. (dt. Eskalation der neuen Waffen. Friede oder Untergang?, München, Wien und Basel 1969)
- 1969 The Violent Universe – Autor, für BBC, Viking etc. (dt. Das stürmische Universum. Die Revolution im astronomischen Weltbild, Bern und Stuttgart 1970)
- 1969 Technopolis – Autor, für McGibbon & Kee, Shuster etc. (dt. Technopolis. Kontrolle der Wissenschaft durch die Gesellschaft, Düsseldorf und Wien 1971)
- 1970 The Mind of Man – Autor, für BBC, Viking etc. (dt. das Phänomen der kleinen grauen Zellen. Ein Bericht aus dem Laboratorium der Gehirnforschung, Hoffnung und Gefahr für den Menschen, Wien und Düsseldorf 1972)
- 1970 Living Tomorrow – Autor, für Penguin Education
- 1972 The Restless Earth – Autor, für BBC, Viking etc. (dt. Erde, ruheloser Planet. Die Revolution der modernen Erdwissenschaft, Bern und Stuttgart 1972)
- 1973 Nature in the Round – Herausgeber, für Weidenfeld
- 1973 The Life Game – Autor, für BBC, Viking etc. (dt. Das Lebensspiel. Die Evolution im Licht der modernen Biologie, Bern und Stuttgart 1973; zuletzt Reinbek 1976, ISBN 3-499-16945-2)
- 1974 The Weather Machine – Autor, für BBC, Viking etc. (dt. Die Wettermaschine. Droht eine neue Eiszeit?, Bern und Stuttgart 1975; zuletzt Reinbek 1997, ISBN 3-499-17057-4)
- 1976 The Human Conspiracy – Autor, für BBC, Viking etc. (dt. Puzzle Mensch. Was unser Verhalten formt, Bern und Stuttgart 1979, ISBN 3-444-10187-2)
- 1977 The Key to the Universe – Autor, für BBC, Viking etc. (dt. Schlüssel zum Universum. Das Weltbild der modernen Physik, Hamburg 1981)
- 1978 Spaceships of the Mind – Autor, für BBC, Viking etc.
- 1979 Einstein’s Universe – Autor, für BBC, Viking etc. – neu aufgelegt 2005 (dt. Einsteins Universum, Frankfurt am Main 1980, ISBN 3-524-69017-3)
- 1979 Nuclear Nightmares – Autor, für BBC, Viking etc. (dt. Atomares Schlachtfeld Europa. Report über die Wahrscheinlichkeit eines Atomkrieges in den 80er Jahren, Hamburg 1980, ISBN 3-455-08830-9)
- 1980 The Comet is Coming! – Autor, für BBC, Viking etc. – neu aufgelegt 1994 (dt. Das Geheimnis der Kometen. Wahn und Wirklichkeit, Frankfurt am Main 1981; zuletzt als korrigierte Neuauflage, München 1985, ISBN 3-453-02266-1)
- 1983 Timescale: Atlas of the Fourth Dimension – Autor, für Viking etc. (dt. Chronik des Kosmos. Unsere Welt im Strom der Zeit, Frankfurt am Main 1984, ISBN 3-524-69049-1)
- 1983 1984 and Beyond – Autor, für Century und Viking
- 1986 The English Channel – Autor, für Viking und Chatto
- 1986 The Green Machines – Autor, für Putnam etc. (dt. Der Zukunft eine Chance. Die biotechnische Herausforderung, Frankfurt am Main 1986; zuletzt Frankfurt am Main und Berlin 1989, ISBN 3-548-34593-X)
- 1988 Future Earth – Mitautor und Herausgeber, für Croome Helm etc.
- 1990 Scientific Europe – Herausgeber, für Foundation Scientific Europe
- 1991 Spaceship Earth – Autor, für Viking UK etc. (dt. Raumschiff Erde, Köln 1992, ISBN 3-8025-1263-4)
- 1992 Giotto mission to the Comets – Autor, für Presswork und Springer (dt. Jenseits von Halley. Die Erforschung von Schweifsternen durch die Raumsonden Giotto und Rosetta, Berlin, Heidelberg und New York 1994, ISBN 3-540-57585-5)
- 1993 Hubble Space Telescope: The Harvest So Far – Autor, für European Space Agency
- 1994 Comets: Speculations and Science – neu herausgegeben durch Dover als The Comet is Coming!
- 1995 Beyond This World – Autor, für European Space Agency
- 1997 The Manic Sun – Weather Theories Confounded – Autor, für Pilkington Press etc. (dt. Die launische Sonne widerlegt Klimatheorien, Wiesbaden 1997, ISBN 3-925725-31-8)
- 1999 Success Story: 30 Discoveries – Herausgeber, für European Space Agency (dt. Eine Erfolgsgeschichte: 30 Entdeckungen der ESA-Forschungsmissionen im Weltraum, Noordwijk 1999, ISBN 92-9092-610-4)
- 2003 Magic Universe: The Oxford Guide to Modern Science – Autor, für Oxford UP etc.
- 2005 Einstein’s Universe (updated für Einstein Year) – Autor, für Penguin UK & USA etc.
- 2005 Albert Einstein: Relativity – Einleitung für einen Penguin Klassiker, Penguin USA
- 2007 The Chilling Stars – zusammen mit Henrik Svensmark für Icon Books etc. (dt. Sterne steuern unser Klima. Eine neue Theorie zur Erderwärmung, Düsseldorf 2008, ISBN 978-3-491-36012-9 oder ISBN 3-491-36012-9)